# Mosquée Centrale de Cambridge
 (octobre 2021).
La mosquée centrale de Cambridge  est la première mosquée écologique d'Europe et la première mosquée construite à cet effet dans la ville de Cambridge, en Angleterre. Son mandat est de répondre aux besoins de la communauté musulmane au Royaume-Uni et au-delà en facilitant les bonnes pratiques en matière de foi, de développement communautaire, de cohésion sociale et de dialogue interreligieux. La mosquée centrale de Cambridge a été ouverte au public le 24 avril 2019.

## Fond

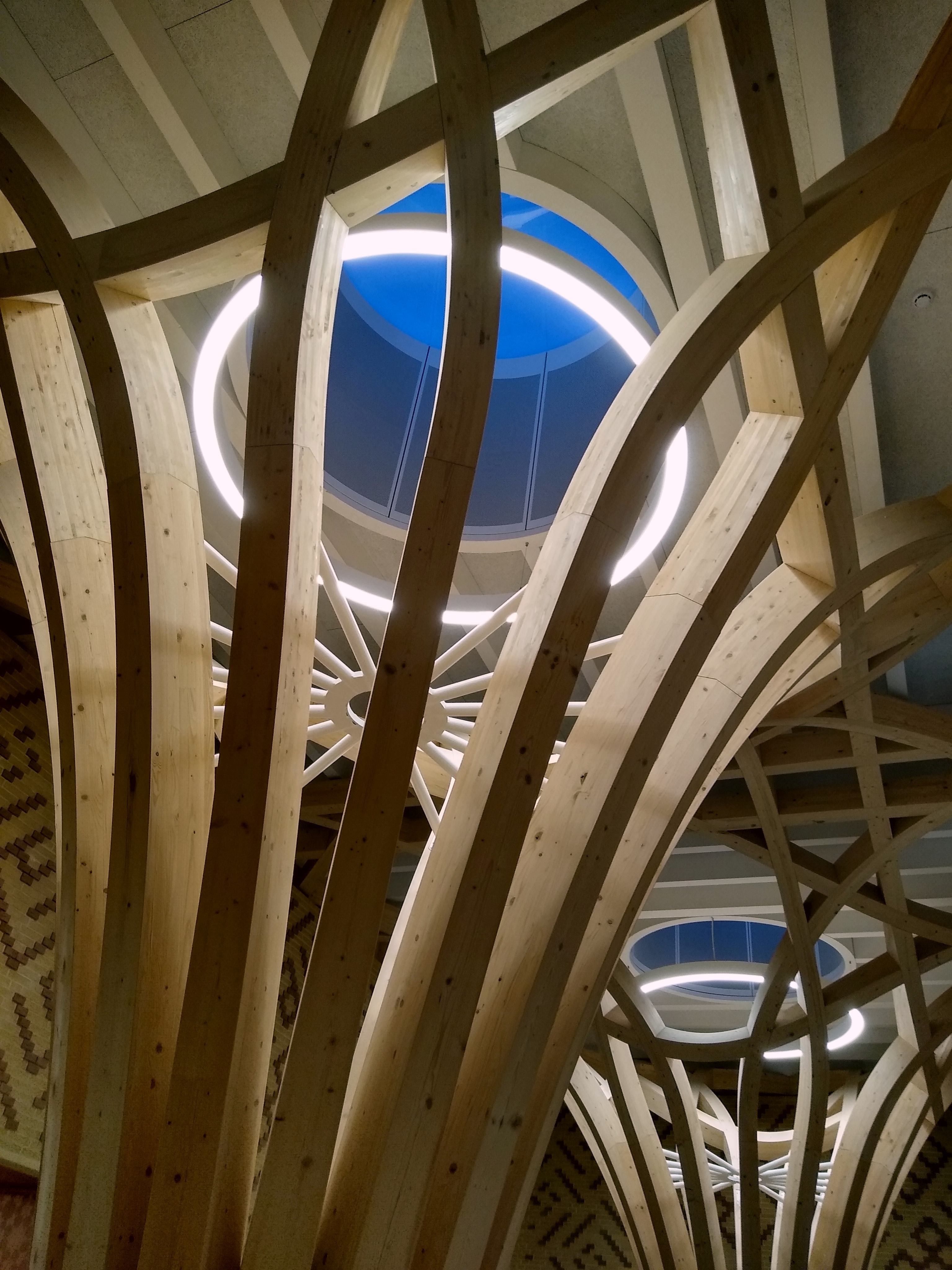
Détail de la colonne et du plafond

Le Muslim Academic Trust (MAT) a proposé que l'emplacement du site soit situé dans le quartier Romsey de Mill Road à Cambridge. Par la suite, le Cambridge Mosque Project a été créé en 2008 par Timothy Winter, professeur d'études islamiques à l'Université de Cambridge, afin de collecter des fonds pour le projet ,.
Après l'achat de 4 millions de livres sterling d'un site d'un acre en 2009 sur Mill Road, Marks Barfield Architects a été nommé pour concevoir la nouvelle mosquée en association avec le professeur Keith Critchlow, un expert mondial de l'architecture sacrée et de la géométrie islamique avec le leader islamique du Royaume-Uni la conceptrice de jardin Emma Clark  .Marks Barfield Architects est connu pour ses conceptions innovantes telles que le London Eye et le Kew Gardens Treetop Walk, pour n'en nommer que quelques-uns. Les plans de la mosquée ont été soumis au conseil municipal de Cambridge par le MAT et ont été approuvés par le conseil en 2012 . Le projet était cependant controversé et il a rencontré des objections ,,,.
Avec son accent sur la durabilité et sa forte dépendance à l'énergie verte, la mosquée est la première éco-mosquée d'Europe  . En plus des espaces dédiés à la mosquée (ablutions, enseignement, espace enfants, morgue), il y a un café, un espace pédagogique et des salles de réunion à l'usage des communautés locales musulmanes et non musulmanes. Il peut accueillir jusqu'à 1000 fidèles, répondant aux besoins de la communauté musulmane de Cambridge estimée à 4 000 personnes .
Des donateurs d'Europe, du Moyen-Orient, d'Asie et des Amériques ont soutenu le projet, mais la plupart des dons, environ les deux tiers du total, provenaient de Turquie. La construction a commencé en septembre 2016, s'est achevée en mars 2019 et la mosquée a été ouverte au public le 24 avril 2019. En 2021, la mosquée a fait l'objet d'un profil dans le cadre du programme Sky Arts L'Art de l'Architecture .

## Galerie

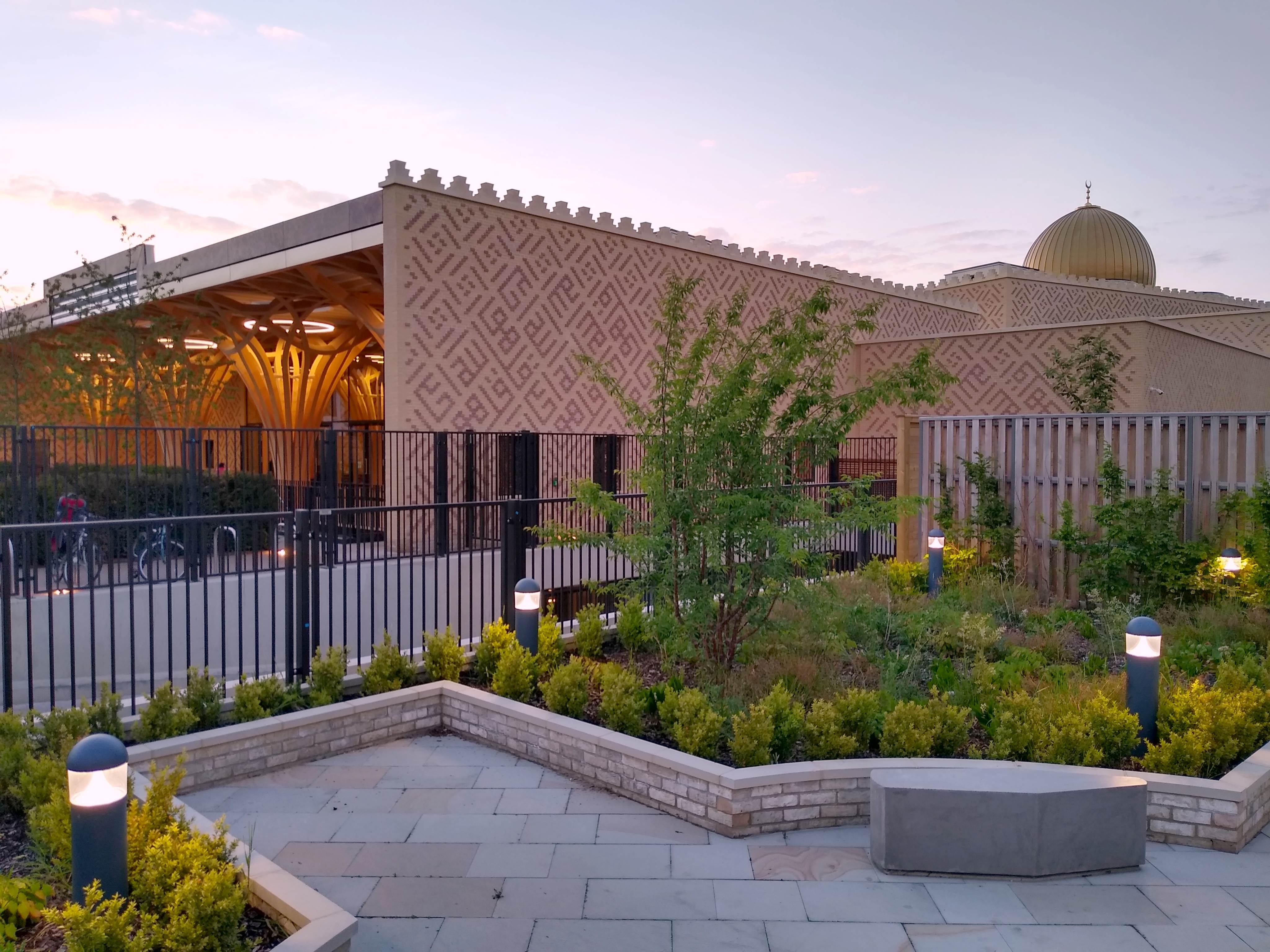
Vue depuis le chemin Mill
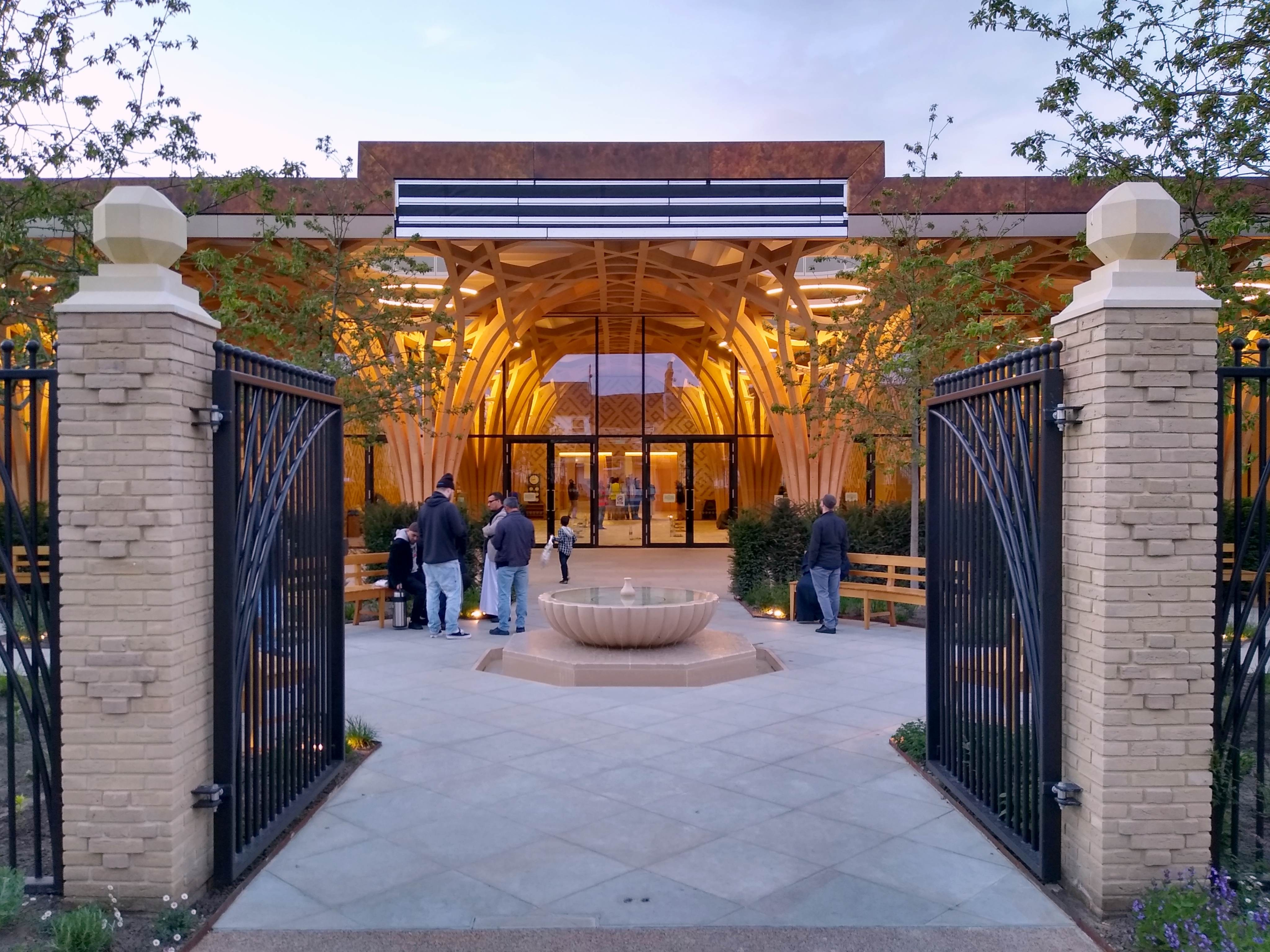
Portail et jardin
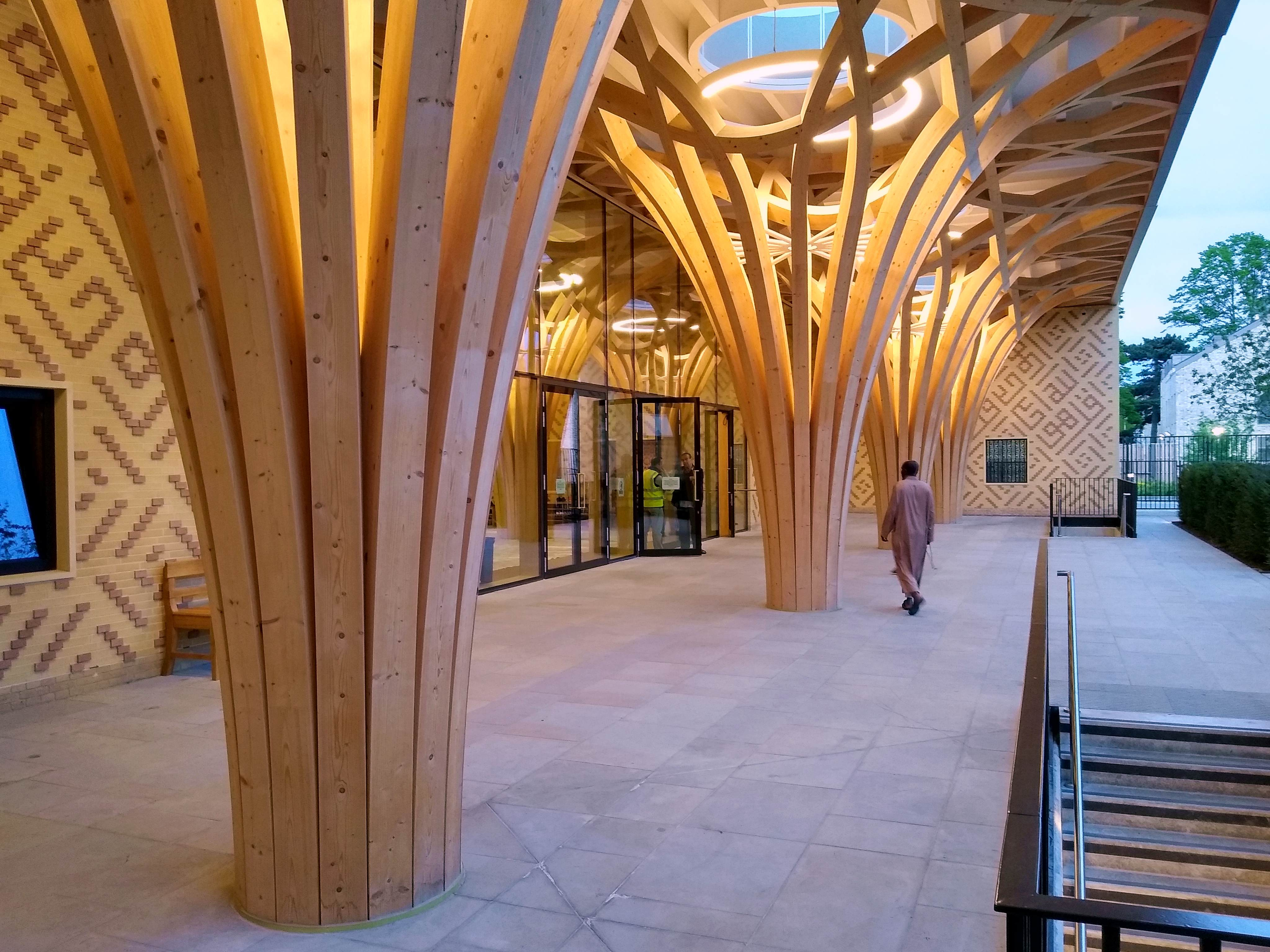
Portique
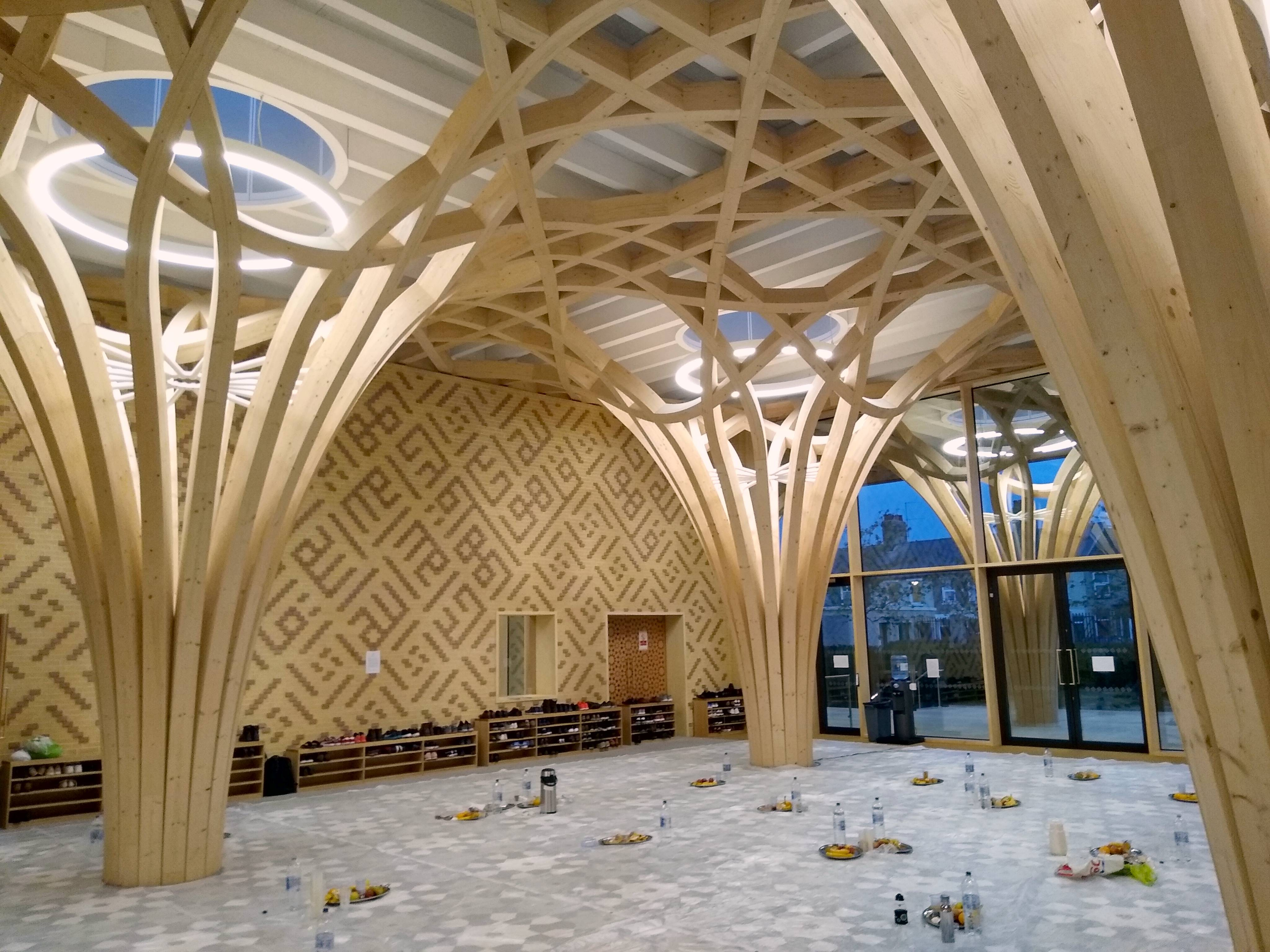
Atrium
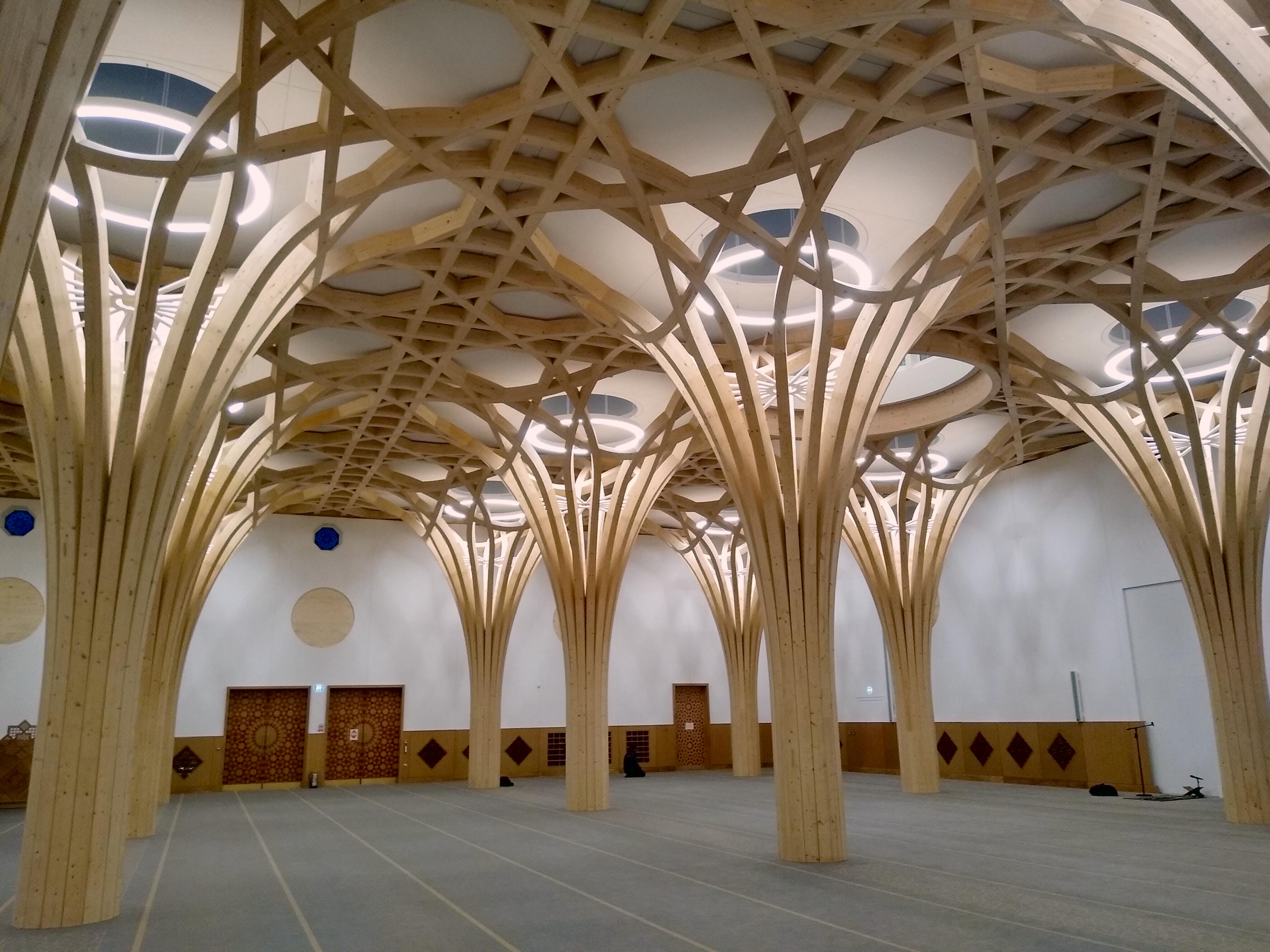
salle de prière
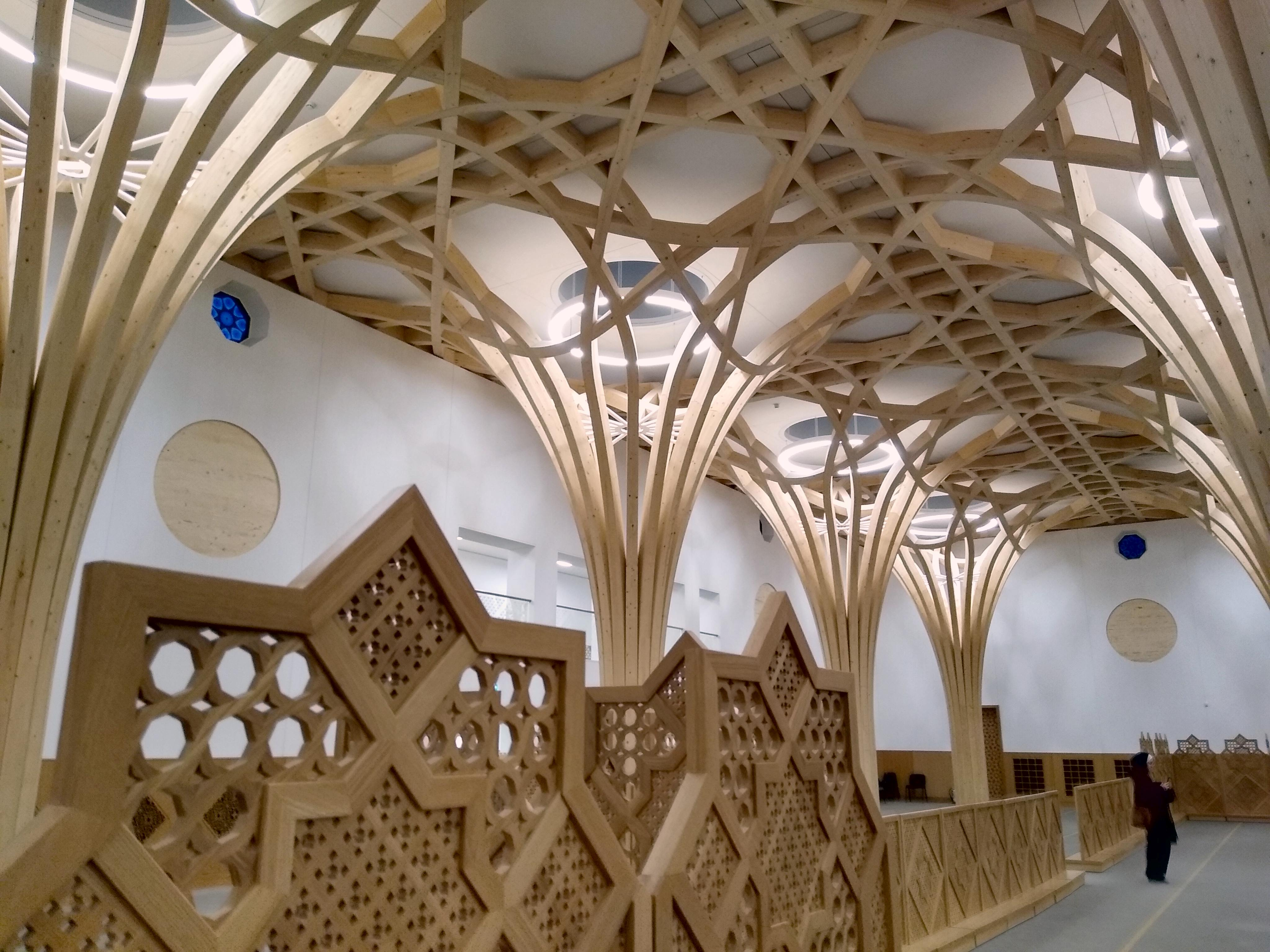
Écran de salle de prière

### Vidéos
- Projet de mosquée de Cambridge - YouTube.com
- Cheikh Hamza Yusuf sur le projet de la mosquée de Cambridge - YouTube.com
- Première vidéo de l'expérience de la mosquée de Cambridge - YouTube.com
- Bande-annonce de la promenade estivale de la mosquée de Cambridge 2011 - YouTube.com